# Bhopawar
Bhopawar var ett brittiskt förvaltningsområde (agency) i Centrala Indien. Bhopawar bildades 1882 från ett flertal vasallstater i centrala Indien, däribland Bakhatgarh, Barwani, Dhar, Ali Rajpur, Jhabua, Jobat, Mathwar, Kathiwara, Ratanmal och ett flertal distrikt.